# Pomorska Chorągiew Harcerek ZHR
Pomorska Chorągiew Harcerek ZHR – jednostka terytorialna Organizacji Harcerek ZHR. Zrzesza hufce działające na terenie Trójmiasta i województwa pomorskiego.

## Hufce
- Wejherowsko-Rumski Hufiec Harcerek "Źdźbło"
- Gdyński Hufiec Harcerek "Przystań"
- Gdyńsko – Sopocki Hufiec Harcerek "Przylądek"
- Gdańsko-Kociewski Hufiec Harcerek "Więźba"
- Gdański Hufiec Harcerek "Morena"
- Gdański Związek Drużyn Harcerek "Magnis"
- Kaszubski Hufiec Harcerek "Rara Avis"
- Warmiński Hufiec Harcerek "Polna Droga"
- Gdański Związek Drużyn "Burza"